# کلر (نام کوچک)
کْلِر (Claire؛ تلفظ: ‎/ˈklɛər/‎) یک نام کوچک است و ممکن است به یکی از موارد زیر اشاره داشته باشد:
- کلر شازل
- کلر دینز
- کلر دوناهو
- کلر فورلانی
- کلر فوی
- کلر هولت
- کلر مک‌کسکیل
- کلر اسکینر
- کلر لیتلتون
- کلر ردفیلد
- کلر آندروود
- کلر کامرون پترسون